# عنکبوت‌های چاله
عنکبوت‌های چاله (Liocranidae) نام خانواده‌ای از عنکبوتها است.
این خانواده ۳۰ سرده و بیش از ۱۵۰ گونه را دربر می‌گیرد.